# Arvicanthis neumanni
Arvicanthis neumanni är en däggdjursart som först beskrevs av Paul Matschie 1894.  Arvicanthis neumanni ingår i släktet gräsråttor, och familjen råttdjur. IUCN kategoriserar arten globalt som livskraftig. Inga underarter finns listade i Catalogue of Life.
Arten blir 84 till 123 mm lång (huvud och bål), har en 72 till 112 mm lång svans och väger 26 till 74 g. Bakfötterna är 22 till 25 mm långa och öronen är 11 till 16 mm stora. Pälsen på ovansidan bildas av hår som är grå till svartaktig vid roten och ockra till grå eller rödaktig vid spetsen. Därför är ovansidans färg ljus orangebrun till ockra. Undersidans hår är grå vid roten och krämfärgad till vit på spetsen. Arvicanthis neumanni har svarta morrhår och avrundade öron. Typiskt är ljusa klor och inga rännor i de övre framtänderna.
Detta råttdjur förekommer med två från varandra skilda populationer i östra Afrika. Den första populationen finns i Etiopien, Somalia och norra Kenya. Den andra hittas i södra Kenya och Tanzania. I bergstrakter når arten 1000 meter över havet. Habitatet utgörs främst av savanner och dessutom uppsöks jordbruksmark.
Individerna är delvis aktiva på dagen och gräver underjordiska bon. De går på marken och klättrar i träd eller annan växtlighet. Som föda antas bär och andra växtdelar. Troligtvis bildas som hos andra gräsråttor flockar. Arten faller ofta offer för ugglor.